# Синявка (Калужская область)
Синявка — деревня в Куйбышевском районе Калужской области России. Входит в состав сельского поселения «Село Бутчино».
Находится вблизи реки Ветьмы, примерно в 9 км к юго-юго-востоку от Бетлицы и в 160 км к юго-западу от Калуги. Расположена на берегу пруда.
Рядом с деревней проходит местная автодорога Бетлица — Бутчино.
| 2002 | 2010 |
| ---- | ---- |
| 43   | ↘28  |

## История
В 1677 году "деревня, что был починок" в составе вотчины брянского Петровского монастыря в Хвощенской волости Брянского уезда, 43 крестьянина в девяти дворах. После 1861 года в составе Бутчинской волости. Население в 1721 году — 73 души (указаны только мужчины) в пяти дворах, в 1834 — 248 человек в 24 дворах, в 1858—247 человек в 25 дворах, в 1896 — 323 человека, в 1913 — 548 человек.